# Ліна Данем
Ліна Данем (англ. Lena Dunham; нар.. 13 травня 1986) — американська акторка, режисерка, сценаристка, продюсерка, письменниця та комік.
Данем привернула до себе увагу в 2010 році, знявши фільм «Крихітні меблі», який приніс їй премію «Незалежний дух» за найкращий сценарій, а її прорив стався в 2012 році після виходу комедійного серіалу каналу HBO «Дівчата», за роботу в якому вона була висунута відразу в чотирьох категоріях на премію «Еммі»: за «Найкращу жіночу роль у комедійному телесеріалі», «Найкращий сценарій» і «Найкращу режисуру», а також як продюсер в категорії за «Найкращий комедійний серіал». Також у 2013 році вона була удостоєна премії «Золотий глобус» за свою роль в шоу. У тому ж році Ліну Данем включили до списку 100 найвпливовіших людей світу за версією Time. У 2014 році Лена випустила свою першу книгу (Not That Kind of Girl: A Young Woman Tells You What She ' s «Learned»).
Разом зі своєю подругою та шоу-раннером серіалу «Дівчата», Дженніфер Коннер, у 2015 році Ліна Данем створила онлайн-видання Lenny Letter. Це самофінансований проєкт, який надає платформу для молодих жінок, які прагнуть обговорити проблеми феміністського спрямування.

## Життя та кар'єра
Народилася в Нью-Йорку в родині фотографа та дизайнерки Лорі Сіммонс та художника Керролла Данема. Навчаючись у школі Санкт-Енн у Брукліні (Нью-Йорк) Ліна Данем зустріла Джемайму Керк, з якою згодом знялася в незалежному фільмі «Крихітні меблі» в 2010 році. У 2008 році вона закінчила Оберлінський коледж, де вивчала сценарну майстерність, а в наступні роки зосередилася на кар'єрі актриси та сценаристки.
У 2010 році Ліна Данем написала сценарій, зрежисувала і зіграла головну роль у незалежному фільмі «Крихітні меблі», який приніс їй ряд нагород і номінацій, включаючи премію «Незалежний дух» за найкращий сценарій. Наступного року Ліна Данем продала сценарій комедійного серіалу «Дівчата» каналу HBO, де зіграла головну роль і виступила головним продюсером разом з Джаддом Апатоу. Шоу було зустрінуте великою кількістю схвальних відгуків від критиків, а також досягло успіху в телевізійних рейтингах. За перший сезон Данем отримала чотири номінації на премію «Еммі»: як продюсер в категорії за «Найкращий комедійний серіал», а також три індивідуальні нагороди за «Найкращу жіночу роль у комедійному телесеріалі», «Найкращий сценарій» і «Найкращу режисуру комедійного серіалу». Також вона була номінована на «Золотий глобус» за найкращу жіночу роль в телевізійному серіалі — комедія або мюзикл, а її шоу на «Золотий глобус» за найкращий телевізійний серіал — комедія або мюзикл у 2012 році.
30 вересня 2014 року вийшла її книга Not That Kind of Girl: A Young Woman Tells You What She ' s «Learned». Ліна Данем присвятила її Норі Ефрон, з якою товаришувала.
У 2015 році Ліна Данем запустила виробничу компанію «Casual Romance Productions», яка займається розробкою телевізійних і кінопроєктів. Компанія випустила It Me Hilary: Людина, яка намалювала Елоїзу. 20 лютого 2015 року повідомлялося, що Данем було віддано роль гостя в епізоді драматичного ряду ABC Scandal, який вийшов в ефір 19 березня 2015 року

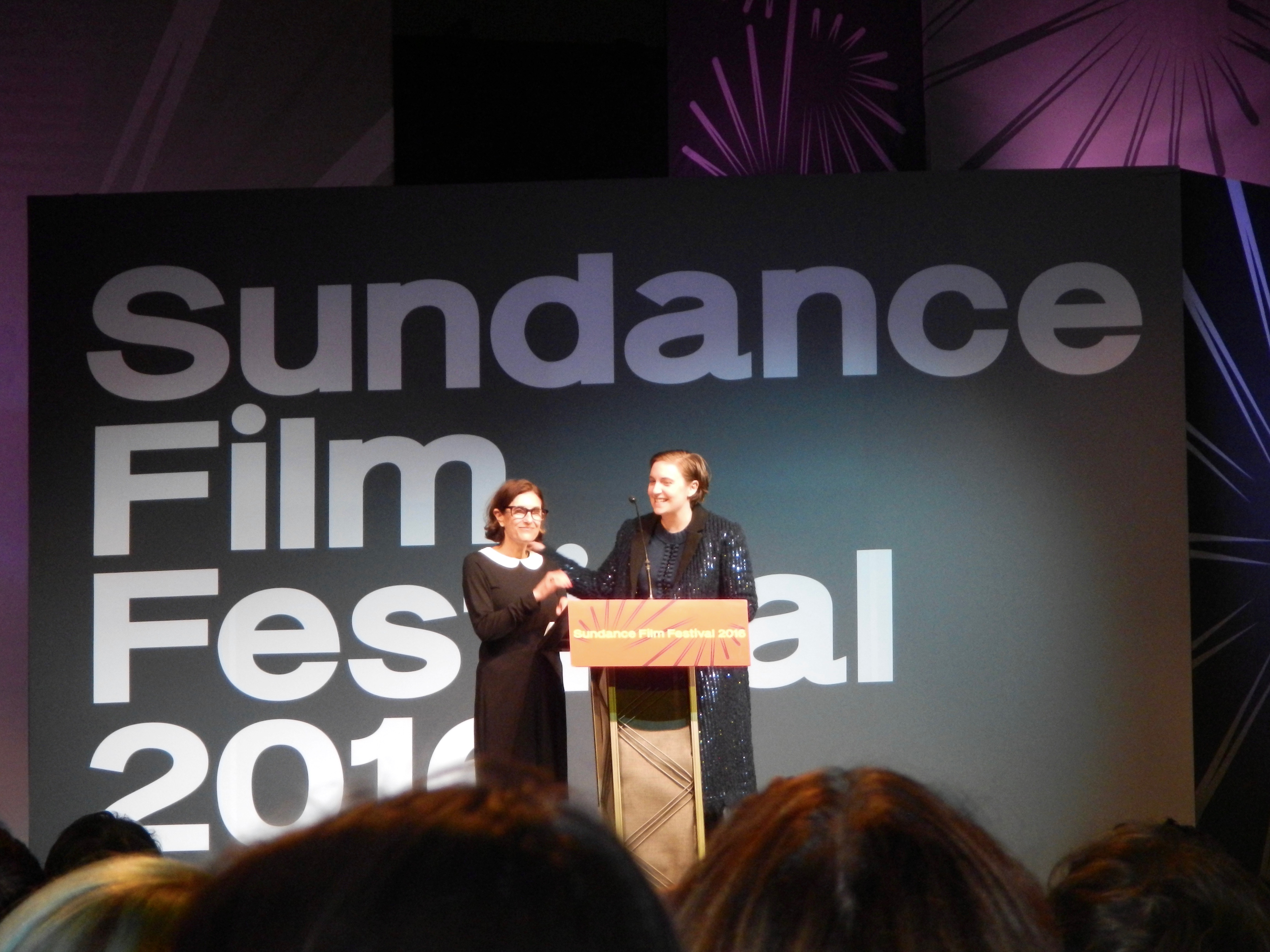
Ліна Данем з Aвою Кауфман на Sundance Film Festival 2016

У 2016 році Ліна Данем знялася у фільмі своєї матері «Моє мистецтво», який було презентовано на 73-му Венеціанському міжнародному кінофестивалі.
У 2017 році вона зіграла Валері Соланас, радикальну феміністку та авторку маніфесту SCUM, яка намагалася вбити Енді Воргола наприкінці 1960-х, в Американській історії жаху: Культ.
Шостий і фінальний сезон «Дівчат» завершився 16 квітня 2017 року, в результаті чого в сезоні було знято 62 епізоди.

## Особисте життя
У 2012 році Ліна Данем почала зустрічатися з Джеком Антонофф, вокалістом гурту Fun та засновником гурту Bleachers. Вони були разом до грудня 2017 року.
26 вересня 2021 року Ліна Данем одружилася з музикантом Луї Фелбером. Про роман із Луї акторка вперше розповіла навесні в інтерв'ю «Нью-Йорк таймс».
У дитинстві Ліні поставили діагноз обсесивно-компульсивний розлад, вона приймає антидепресанти, аби стримувати тривожний невроз.
У лютому 2018 року Данем написала есе для журналу Vogue, присвячене її рішенню зробити гістеректомію внаслідок ендометріозу.

## Фільмографія
- 2006 — Dealing
- 2007 — Una & Jacques
- 2007 — Tight Shots
- 2009 — Delusional Downtown Divas
- 2009 — Будинок диявола / The House of the Devil
- 2009 — Creative Nonfiction
- 2009 — The Viewer
- 2009 — Family Tree
- 2010 — Gabi on the Roof in July
- 2010 — Крихітні меблі / Tiny Furniture
- 2011 — Таємниці старого отелю / The Innkeepers
- 2011 — Мілдред Пірс / Mildred Pierce
- 2012 — Це моя дівчина / Supporting Characters
- 2012 — Пліч-о-пліч / Side by Side
- 2012—2017 — Дівчата / Girls
- 2012 — Кохання по дорослому / This Is 40
- 2017 — Американська історія жаху: Культ / American Horror Story: Cult
- 2019 — Одного разу в Голлівуді / Once Upon a Time in Hollywood
- 2022 — Кетрін, на прізвисько Пташка / Catherine, Called Birdy

## Нагороди та номінації

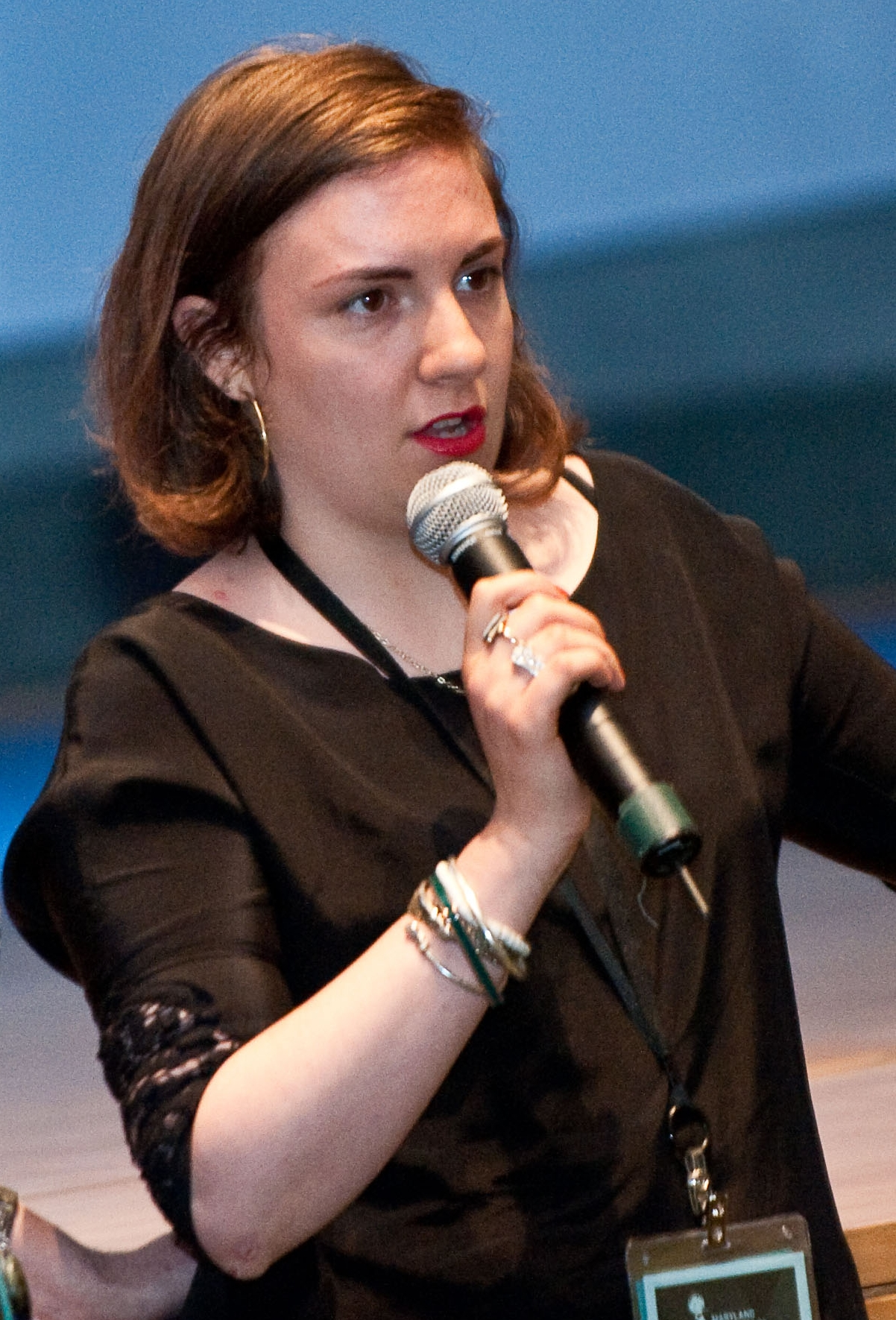
Ліна Данем у 2010 році

| Рік  | Премія                               | Категорія                                  | Проєкт           | Результат |
| ---- | ------------------------------------ | ------------------------------------------ | ---------------- | --------- |
| 2010 | «Готем»                              | Найкращий режисер                          | «Крихітні меблі» | Номінація |
| 2010 | «Готем»                              | Найкращий акторський склад                 | «Крихітні меблі» | Номінація |
| 2010 | Асоціація кінокритиків Лос-Анджелеса | Спеціальний приз                           | «Крихітні меблі» | Перемога  |
| 2010 | Кінофестиваль Сарасоты               | Спеціальний приз                           | «Крихітна меблі» | Перемога  |
| 2011 | «Незалежний дух»                     | Найкращий дебютний сценарій                | «Крихітні меблі» | Перемога  |
| 2012 | Вибір телевізійних критиків          | Найкраща актриса в комедійному телесеріалі | «Дівчата»        | Номінація |
| 2012 | Асоціація телевізійних критиків      | Премія за особисті досягнення у комедії    | «Дівчата»        | Номінація |
| 2012 | «Еммі»                               | Найкращий комедійний серіал                | «Дівчата»        | Номінація |
| 2012 | «Еммі»                               | Найкращий сценарій у комедійному серіалі   | «Дівчата»        | Номінація |
| 2012 | «Еммі»                               | Найкраща режисура в комедійному серіалі    | «Дівчата»        | Номінація |
| 2012 | «Еммі»                               | Найкраща актриса в комедійному телесеріалі | «Дівчата»        | Номінація |
| 2012 | «Супутник»                           | Найкраща жіноча роль — комедія або мюзикл  | «Дівчата»        | Номінація |
| 2013 | «Золотий глобус»                     | Найкраща жіноча роль — комедія або мюзикл  | «Дівчата»        | Перемога  |
| 2013 | «Грейсі»                             | Найкраща режисура в комедійному серіалі    | «Дівчата»        | Перемога  |
| 2013 | Премія Гільдії сценаристів США       | Найкращий комедійний серіал                | «Дівчата»        | Номінація |
| 2013 | Премія Гільдії сценаристів США       | Найкращий новий серіал                     | «Дівчата»        | Перемога  |
| 2013 | Премія Гільдії режисерів США         | Найкраща режисура в комедійному серіалі    | «Дівчата»        | Перемога  |
| 2013 | BAFTA                                | Найкращий закордонний серіал               | «Дівчата»        | Перемога  |
| 2013 | Вибір телевізійних критиків          | Найкраща актриса в комедійному телесеріалі | «Дівчата»        | Номінація |
| 2013 | Асоціація телевізійних критиків      | Премія за особисті досягнення у комедії    | «Дівчата»        | Номінація |
| 2013 | «Еммі»                               | Найкращий комедійний серіал                | «Дівчата»        | Номінація |
| 2013 | «Еммі»                               | Найкраща режисура в комедійному серіалі    | «Дівчата»        | Номінація |
| 2013 | «Еммі»                               | Найкраща актриса в комедійному телесеріалі | «Дівчата»        | Номінація |

## Твори
- Lena Dunham. Not That Kind of Girl: A Young Woman Tells You What She ' s «Learned».  — New York: Random House[en], 2014.  — 288 p.  — ISBN 978-0812994995.